# Journal of Rare Earths
Das Journal of Rare Earths, abgekürzt J. Rare Earths, ist eine wissenschaftliche Fachzeitschrift, die vom Elsevier-Verlag im Auftrag der chinesischen Gesellschaft für Seltene Erden veröffentlicht wird. Die Zeitschrift wurde 1983 unter dem Namen Zhong guo xi tu xue bao : ji kan gegründet, 1991 folgte die Umbenennung in Journal of Rare Earths. Sie erscheint mit sechs Ausgaben im Jahr. Es werden Artikel veröffentlicht, die sich mit Forschung auf dem Gebiet der Seltenen Erden beschäftigen.
Der Impact Factor lag im Jahr 2014 bei 1,261. Nach der Statistik des ISI Web of Knowledge wird das Journal mit diesem Impact Factor in der Kategorie angewandte Chemie an 36. Stelle von 72 Zeitschriften geführt.